# Led Zeppelin Scandinavian Tour 1968
Led Zeppelin Scandinavian Tour 1968 var en konsertturné med det brittiska hårdrocksbandet Led Zeppelin i Skandinavien i 1968. Det var bandets första konsertturné och man kallade sig The Yardbirds . Två månader innan hade The Yardbirds spelat sin sista konsert och endast Jimmy Page var den enda medlemmen kvar i bandet från den konserten.

## Låtlista
Det finns få ljudupptagningar från Led Zeppelins första turné. De låtar som spelades var dels från Yardbirds repertoar, dels från debutalbumet Led Zeppelin.

En trolig låtlista är följande:
1. "Train Kept A-Rollin'" (Bradshaw, Kay, Mann)
2. "For Your Love" (Gouldman)
3. "I Can't Quit You Baby" (Dixon)
4. "As Long As I Have You" (Mimms)
5. "Dazed and Confused" (Page)
6. "Communication Breakdown" (Bonham, Jones, Page)
7. "You Shook Me" (Dixon, Lenoir)
8. "White Summer"/"Black Mountain Side" (Page)
9. "Pat's Delight" (Bonham)
10. "Babe I'm Gonna Leave You" (Bredon, Page, Plant)
11. "How Many More Times" (Bonham, Jones, Page)

## Turnédatum
- 07/09/1968  Gladsaxe Teen Clubs, Egegård Skole - Gladsaxe (första kvällsspelningen)
- 07/09/1968  Brøndby Pop Club, Nørregårdsskolen - Brøndby (andra kvällsspelningen)
- 08/09/1968  Reventlowparken - Lolland (eftermiddagsspelning)
- 08/09/1968  Fjordvilla Club - Roskilde (kvällsspelning)
- 12/09/1968  Gröna Lund - Stockholm
- 13/09/1968  Inside Club - Stockholm
- 14/09/1968  Ängby Park - Knivsta
- 15/09/1968  Liseberg - Göteborg
- 16/09/1968  Folkets Hus Abildsø - Oslo